# Der Reigen
Pour plus de détails, voir Fiche technique et Distribution.
Der Reigen est un film allemand réalisé par Richard Oswald, sorti en 1920.

## Fiche technique
- Titre : Der Reigen
- Réalisation : Richard Oswald
- Scénario : Richard Oswald d'après la pièce La Ronde d'Arthur Schnitzler
- Direction artistique : Hans Dreier
- Photographie : Axel Graatkjær et Carl Hoffmann
- Pays d'origine : République de Weimar
- Format : Noir et blanc - 1,33:1 - Film muet
- Genre : drame
- Durée : 65 minutes
- Date de sortie : 1920

## Distribution
- Asta Nielsen : Elena
- Conrad Veidt : Peter Karvan
- Eduard von Winterstein : Albert Peters
- Irmgard Bern (de) : Frau Peters
- Theodor Loos : Fritz Peters
- Loni Nest
- Hugo Döblin